# Ján Želibský
Ján Želibský (Pozsonyalmás, 1907. november 24. – Pozsony, 1997. november 13.) szlovák festő és egyetemi tanár.

## Élete
Először Vytváření Gustáv Mallý-nél tanult Pozsonyban, majd a prágai Iparművészeti Iskolában Arnošt Hofbauernél és az akadémián Willi Nowaknál. 1937-ben egy szlovák képzőművészeti kiállításon állított ki New Yorkban. Ezt követően Prágában tartózkodott, az Umelecká beseda művészeti csoport tagja lett, 1945-től az Augusztus 29. Csoport tagja is. 1946 és 1952 között a Prágai Akadémián tanított, ahol dékánhelyettes volt, majd Pozsonyba költözött tanítani. 1952-től 1955-ig a Képzőművészeti Főiskola rektora. 1969-ben a Nemzet Művésze elismerésben részesült.
Munkájában az 1930-as évektől (1909-es generáció) alkotó fiatal művészek követőihöz tartozott. Eleinte a város társadalmi életének motívumaival, később az antifasiszta harccal foglalkozik, szlovákiai munkásságából kiemelkedik a szlovák nép életének bemutatása. Munkásságának csúcsát az 1930-as, 1940-es évek alkotásai jelentették. Az olajfestési technika mellett a pasztell technikát alkalmazta, melyben magas minőségi szintet ért el.

## Művei (válogatás)
- Indulás a hegyekbe
- Nyitrabányai bánya jubileumának megünneplése
- A kincstárnál
- Camelot
- Partizán járőr
- Az illegális árusítás pazarlás
- A kávézóban
- Utcai eladónő

## Képeiből

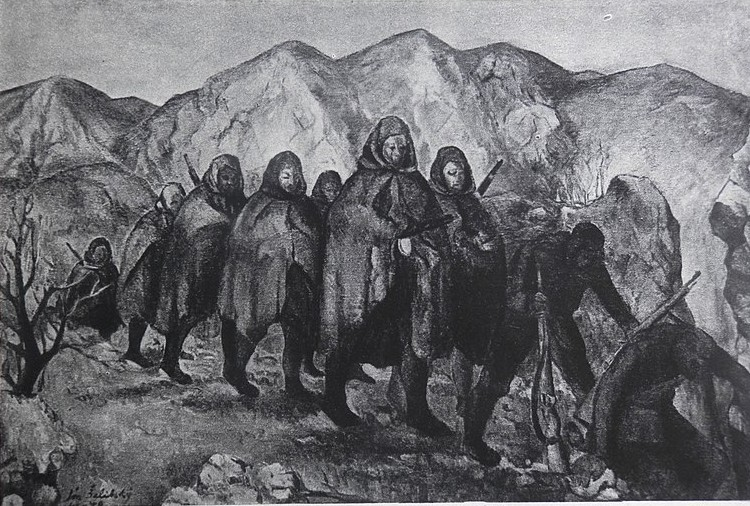
Indulás a hegyekbe
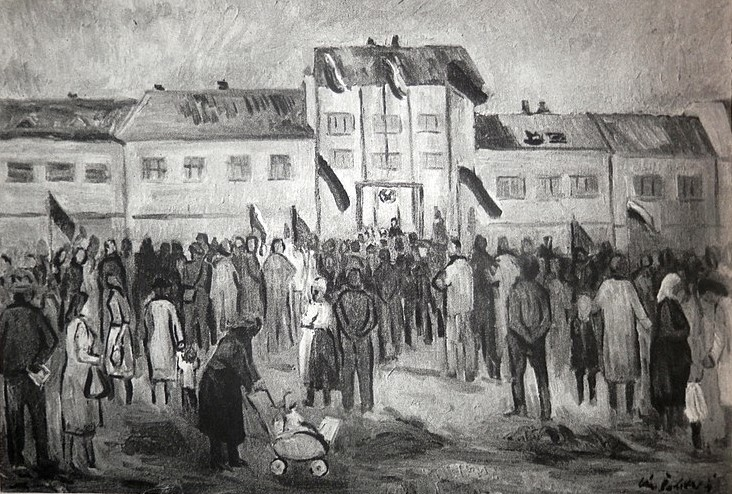
Nyitrabányai bánya jubileumának megünneplése

## Fordítás
- Ez a szócikk részben vagy egészben  a   Ján Želibský című cseh Wikipédia-szócikk ezen változatának fordításán alapul.  Az eredeti cikk szerkesztőit annak laptörténete sorolja fel. Ez a jelzés csupán a megfogalmazás eredetét és a szerzői jogokat jelzi, nem szolgál a cikkben szereplő információk forrásmegjelöléseként.